# McLean Stevenson
McLean Stevenson (14. listopadu 1927, Normal, Illinois, USA – 15. února 1996, Los Angeles, Kalifornie, USA) byl americký herec, komik a scenárista, jehož nejznámější rolí byl velící důstojník a šéfchirurg mobilní armádní chirurgické nemocnice plukovník Henry Blake v úspěšném televizním seriálu společnosti CBS M*A*S*H, za kterou získal v roce 1974 Zlatý glóbus a třikrát byl nominován na cenu Emmy.

## Biografie
McLean Stevenson (celým jménem Edgar McLean Stevenson, Jr.) se narodil 14. listopadu 1927 v Normal, Illinois, jako syn kardiologa. Pocházel ze slavné rodiny, která zásobovala americkou scénu významnými politiky. Stevenson byl pravnuk bratra Adlaie Ewinga Stevensona I., který byl v letech 1893–1897 americkým viceprezidentem. Jeho bratranec Adlai Ewing Stevenson II., pravnuk tohoto amerického viceprezidenta, byl guvernérem státu Illinois a v letech 1952 a 1956 demokratickým kandidátem na amerického prezidenta. Po službě u námořnictva Stevenson navštěvoval Northwestern University, kde získal bakalářský titul. V letech 1952 a 1956 se zúčastnil prezidentské kampaně svého bratrance Adlaie Stevensona. Poté vystřídal různá zaměstnání, pracoval v rádiu, hrál klauna v živé televizní show v Dallasu, prodával lékařské zboží nebo pojistky. V roce 1961 se Stevenson zúčastnil párty svého bratrance, který jej seznámil s několika vlivnými lidmi showbusinessu, jakými byli Gover Champion a Sanford Meisner. Rozhodl se poslechnout rady svého bratrance zkusit štěstí v showbusinessu. Zúčastnil se zkoušek a nakonec získal stipendium na American Musical and Dramatic Academy. Jeho učiteli byli Lee Strasberg, Sandy Meisner, David Craig, Lehman Engel nebo Sue Seaton. Začal vystupovat v nočních klubech a kabaretech v New Yorku, např. v revue Upstairs and the Downstairs, na které se podílel i jako autor. V roce 1962 si odbyl svůj profesionální debut na jevišti v titulní roli hry The Music Man, následovaly role na Broadwayi ve hrách Bye Bye Birdie a I’ll Always Remember Miss What’s her Name. Kromě toho se objevil v řadě reklam. Když se etabloval jako autor skečů, rozhodl se zkusit štěstí v Hollywoodu. V letech 1964–1965 psal pro americkou verzi britského satirického programu That Was The Week That Was, ve kterém si i občas zahrál a kde se poprvé výrazně americkému televiznímu publiku představil Alan Alda. V roce 1968 psal pro The Summer Smothers Brothers Show (vysílané od června do září). Dále psal také pro The Glen Campbell Goodtime Hour (1969–1971). Jako host se objevil v několika seriálech jako Naked City (1958–1963), The Defenders (1961–1965), Car 54, where are you? (1961–1963) nebo That Girl (1966–1971).
První významný televizní zlom přišel v roce 1969. McLean Stevenson získal roli Michaela Nicholsona, vydavatele časopisu pro Doris Day, v seriálu The Doris Day Show (1968–1973). Zároveň vystupoval také v seriálu The Tim Conway Comedy Hour (1970). V roce 1971 seriál opustil a zúčastnil se konkurzu na roli Hawkeyho Pierce připravovaném televizním seriálu M*A*S*H. Tvůrci seriálu byl nakonec přesvědčen, aby ztvárnil roli podplukovníka Henryho Blakea. Role z něj učinila hvězdu, díky ní obdržel v roce 1974 Zlatý glóbus a v letech 1973–1975 byl celkem třikrát nominován na cenu Emmy v herecké kategorii a jednou za scénář. V roce 1975 opustil seriál M*A*S*H, aby se stal hvězdou vlastního seriálu. Po odchodu ze seriálu prohlásil: „Lidé milovali Henryho Blakea, nikoli McLeana Stevensona.“ Po odchodu ze seriálu M*A*S*H však jeho kariéra začala upadat. Prvním vlastním seriálem byl The McLean Stevenson Show (1976–1977), kde si zahrál majitele železářství. Publikum však seriál odmítlo a po třinácti epizodách byl seriál zrušen. V roce 1978 se vrátil prostřednictvím seriálu In the Beginning (1978), kde hrál kněze. Seriál měl ještě menší úspěch než The McLean Stevenson Show (odvysíláno 7 z 9 natočených epizod). Společnost NBS dala Stevensonovi ještě jednu šanci s Hello, Larry (1979–1980), ve kterém hrál hostitele v rádiové talk show, ale ani tento seriál se neuchytil, i když vydržel sezónu a půl. Další šanci dostal Stevenson od společnosti ABC, a proto v roce 1983 vznikl seriál Condo (1983), který však byl také po několika měsících stažen z vysílání.
V dobách své největší slávy, v sedmdesátých letech, byl McLean Stevenson častým hostem na televizních obrazovkách. Kromě již zmíněných seriálů začal v roce 1973 vystupovat jako host a občas nahradil Johnnyho Carsona jako hostitel v televizní talk show Tonight Show Starring Johnny Carson. Roku 1985 byl dokonce hostitelem vlastní talk show nazvané America. Na konci sedmdesátých let se stal trenérem ve sportovním pořadu Celebrity Challenge of the Sexes. Po celá sedmdesátá a osmdesátá léta byl hostem v mnoha televizních soutěžích a varietních pořadech jako Match Game, Password Plus, Hollywood Squares, Donny and Marie, The Flip Wilson Show, The MacDavis Show, Sonny and Cher Show, Cher, The Love Boat, Hotel, The Golden Girls a mnoha dalších. V osmdesátých letech se vrací na divadelní prkna, účastní se několika akcí pro charitu, napsal příběh o chiropraktikovi s názvem Doc Knucles a stal se mluvčím několika organizací (The Children's Burn Foundation, USAir and First Alert). V roce 1988 si zahrál Maxe Kellermana v seriálu Dirty Dancing (1988–1989).
McLean Stevenson natočil také několik filmů. Debutoval v roce 1971 ve filmu Jamese Frawleyho The Christian Licorice Store. Dále se objevil ve filmech Mr. and Mrs. Bo Jo Jones (1971), Shirts/Skins (1973), Win, Place or Steal (1974), disneyovce The Cat from the Outer Space (1978) nebo Class Cruise (1989).
V devadesátých letech se na televizní obrazovce objevoval jen sporadicky. V Roce 1991 se opět sešel se všemi hrdiny seriálu M*A*S*H v televizním pořadu Memories of M*A*S*H, v letech 1991–1993 byl hostitelem The Crosby Clambake na Nashville Network. Poslední roli vytvořil v roce 1994, když se objevil v malé roli v kontroverzní minisérii Armistead Maupin's Tales of the City. McLean Stevenson zemřel 15. února 1996 na infarkt ve věku 69 let. Den předtím zemřel Roger Bowen, který ztvárnil plukovníka Henryho Blakea v Altmanově filmu M*A*S*H z roku 1970. McLean Stevenson byl dvakrát ženatý. Z prvního manželství s Carrie Williamson má syna Jeffreyho MacGregora, který se v osmdesátých letech objevil v několika filmech a v televizi uváděl soutěž The New Dating Game a jako host se objevil v několika dalších soutěžích a v současnosti se věnuje psaní. V roce 1980 se Stevenson oženil podruhé s Ginny Fosdick, jejichž manželství vydrželo až do jeho smrti a s níž má dceru Lindsey. McLean Stevenson byl bratr herečky Ann Whitney.

## Filmografie

### Herec
1. Armistead Maupin's Tales of the City (1993)(miniseriál) - Roger "Booter" Manigault
2. The Golden Girls (1985 – 1992) TV seriál - Theodor "Ted" Zbornak (archivní záběry)
  - Never Yell Fire in Crowded Retirement Home Part II. (# 6.25)(27. 4. 1991)
  - Never Yell Fire in Crowded Retirement Home Part I. (# 6.24)(27. 4. 1991)
3. Class Cruise (22/10/1989)(TV) - Miles Gimrich
4. Square One TV (1987 – 1994) TV seriál - Mike Pliers
  - Episode 215 ("The Case of the Deceptive Data Part 5") (# 2.15)(7. 10. 1988)
  - Episode 214 ("The Case of the Deceptive Data Part 4") (# 2.14)(6. 10. 1988)
  - Episode 213 ("The Case of the Deceptive Data Part 3") (# 2.13)(5. 10. 1988)
5. Mathnet (1987 – 1992) TV seriál - Mike Pliers
  - The Case of the Deceptive Data (# 2.3)(1988)
6. Dirty Dancing (1988 – 1989) TV seriál - Max Kellerman
7. The Golden Girls (1985 – 1992) TV seriál - Theodor "Ted" Zbornak
  - Brotherly Love (# 3.10)(14. 11. 1987)
8. Shelley Duvall Presents American Tall Tales and Legends (1985 – 1988) TV seriál - Andrew Jackson
  - Davy Crockett (11. 11. 1985)
9. The Love Boat (1977 – 1988) TV seriál - Michael
  - For Better or Worse/The Buck Stops Here/Bet on it (# 7.13)(14. 1. 1984)
10. Hotel (1983 – 1988) TV seriál - Harry Gilford
  - Reflections (# 1.13)(4. 1. 1984)
11. The Love Boat (1977 – 1988) TV seriál - Captain Donahue
  - The Captain’s Replacement/Sly as a Fox/ Here Comes the Bride... Maybe (# 6.15)(15. 1. 1983)
12. Condo (1983) TV seriál - James Kirkridge
13. The Astronauts (11/08/1982)(TV) - Colonel Michael C. Booker
14. The Love Boat (1977 – 1988) TV seriál - Bob Crawford
  - The Fashion Show: A Model Marriage/This Year’s Model/ Original Sin/Vogue Rogue/Too Clothes for Comfort II. (# 4.26)(2. 5. 1981)
  - The Fashion Show: A Model Marriage/This Year’s Model/ Original Sin/Vogue Rogue/Too Clothes for Comfort I. (# 4.25)(2. 5. 1981)
15. Concrete Cowboys (1981) TV seriál
  - Neznámá epizoda (1981)
16. Big City Comedy (1980 - 1981) TV seriál - Různé role
17. Different Strokes (1978 – 1986) TV seriál - Larry Alder
  - Thanksgiving Crossover II. (# 2.12)(28. 11. 1979)
  - Thanksgiving Crossover I. (# 2.11)(28. 11. 1979)
  - Freudin' and Fussin' II. (# 2.4)(28. 9. 1979)
  - Freudin' and Fussin' I. (# 2.3)(28. 9. 1979)
  - The Trip II. (# 1.21)(30. 3. 1979)
  - The Trip I. (# 1.20)(30. 3. 1979)
18. Hello, Larry (1979 – 1980) TV seriál - Larry Alder (1979 – 1980)
19. M*A*S*H (1972 – 1983) TV seriál - Lt. Colonel Dr. Henry Braymore Blake (archivní záběry)
  - Our Finest Hour Part 2 (# 7.5)(9. 10. 1978)
  - Our Finest Hour Part 1 (# 7.4)(9. 10. 1978)
20. The Cat from Outer Space (1978) - Dr. Carl Link
21. In the Beginning (1978) TV seriál - Father Daniel M. Cleary
22. The McLean Stevenson Show (1976 – 1977) TV seriál - McLean "Mac" Ferguson, majitel železářství
23. The Carol Burnett Show (1967 – 1978) TV seriál - Lt. Colonel Dr. Henry Braymore Blake
  - Episode #8.22 (22. 3. 1975)
24. Win, Place or Steal (1974) - Hammond
25. Shirts/Skins (1973)(TV) - Doctor Benny Summer
26. M*A*S*H (1972 – 1983) TV seriál - Lt. Colonel Dr. Henry Braymore Blake (1972 – 1975)
27. The Christian Licorice Store (1971) - Smallwood
28. Mr. and Mrs. Bo Jo Jones (1971)(TV) - Minister
29. Bold Ones: The New Doctors (1969 – 1973) TV seriál - George Caldwell
  - One Lonely Step (# 3.3)(24. 10. 1971)
30. Love, American Style (1969 – 1974) TV seriál
  - Love and Formula 26B/Love and the Loud Mouth/Love and the Penal Code (segment Love and the Penal Code) (# 3.1)(17. 9. 1971)
31. My Wives Jane (1971) - Dirk Bennett, serial producer
32. The Tim Conway Comedy Hour (1970) TV seriál - Regular
33. The Doris Day Show (1968 – 1973) TV seriál - Michael Nicholson (1969 – 1971)
34. That Girl (1966 – 1971) TV seriál - Mr. McKorkle
  - My Sister’s Keeper (# 3.19)(6. 2. 1969)
35. That Was The Week That Was (1964 – 1965) TV seriál - Occasional performer

### Televizní speciály, varietní a jiné televizní programy
1. M*A*S*H: 30th Anniversary Reunion (5/18/2002)(TV) - Sám sebe/Lt. Colonel Henry Braymore Blake (archivní záběry)
2. M*A*S*H: TV Tales (2002)(TV) - Sám sebe (archivní záběry)
3. The Best of Big City Comedy – Volume 2 (1999)(V) - různé role
4. The 1993 Crosby Clambake (1993)(TV) - Hostitel
5. The 1992 Crosby Clambake (1992)(TV) - Hostitel
6. The 1991 Crosby Clambake (1991)(TV) - Hostitel
7. Memories of M*A*S*H (1991) (11/25/1991)(TV) - Sám sebe/Lt. Colonel Henry Braymore Blake (archivní záběry)
8. Family Feud (1988 – 1995) Game show - Sám sebe
  - Guest: JoAnne Worley, Pat Carroll, Maureen Murphy, Marsha Warfield, Jan Cannon vs. Norm Crosby, Joel Aske, McLean Stevenson, Kelly Montiff, & Brad Garrett (1989)
  - Funny Men (McLean Stevenson, Jamie Farr, Tom Poston, Tom Dreason, & Brad Garrett) vs. Funny Women (Teresa Ganzel, Edie McClurg, Daphne Maxewll-Reid, Maureen Murphy, & Roz Ryan)(1989)
9. Win, Lose or Draw (1987 – 1990) Game show - Sám sebe
  - Guest: Gloria Loring, McLean Stevenson, Jenilee Harrison & Tom Dreesen
10. Super Password (1984 – 1989) Game show - Sám sebe
  - Guest: McLean Stevenson & Betty White (15. 2. 1989)
  - Guest: Lyle Waggoner, Vicki Lawrence, Harvey Korman & McLean Stevenson (22. 2. 1988)
  - Guest: Dennis Weaver, Harvey Korman, Ed Begley jr. & McLean Stevenson (3. 11. 1986)
11. Big City Comedy (1986)(V) - různé role
12. America (1985) Talk show - Hostitel
13. Match Game/Hollywood Squares Hour (1983 - 1984) Game show - Sám sebe
  - Guest: Jamie Farr, Heidi Bohay, Linda Dano, Arlene Francis, Arsenio Hall, Paula Kelley, Chuck Woolery & McLean Stevenson (25. 6. 1984)
  - Guest: Larry Linville, Nathan Cook, Richard Moll, Charles Nelson Reilly, Martha Smith, Bonnie Urseth, Nedra Volz & McLean Stevenson (30. 4. 1984)
  - Guest: Fred Grandy, Jay Leno, Eddie McClurg, Charles Siebert, Martha Smith, Michael Winslow, Karen Witter & McLean Stevenson (5. 12. 1983)
14. Slim Gourmet (1984)(V) - Průvodce
15. Password Plus (1979 – 1982) Game show - Sám sebe
  - Guest: Barbara Rhoades & McLean Stevenson (3. 11. 1981)
  - Guest: Joyce Bulifant & McLean Stevenson (21. 9. 1981)
  - Guest: Susan Richardson & McLean Stevenson (24. 7. 1981)
  - Guest: Audrey Landers & McLean Stevenson (22. 5. 1981)
  - Guest: Barbara Rhoades & McLean Stevenson (20. 2. 1981)
  - Guest: Joanna Gleason, McLean Stevenson, Vicki Lawrence & Carol Burnett (30. 10. 1980)
16. The Way They Were (1981)(TV) - Sám sebe
17. Hollywood Squares (1965 - 1982) Game show - Sám sebe
  - Guest: Tom Poston, Pia Zadora, McLean Stevenson, Kathy & Janet Lennon, Wayland & Madame, Dianne & Peggy Lennon, George Gobel, Richard Sanders, Vic Tayback (14. 4. 1980)
  - Guest: McLean Stevenson, Rose Marie, Doc Severinsen, Billy Braver, Paul Lynde, Laurette Spang, George Gobel, Jayne Kennedy & Earl Holliman (29. 1. 1979)
  - Guest: McLean Stevenson, Priscilla Barnes, Gary Mule Deer, Sandy Duncan, Paul Lynde, Joan Rivers, George Gobel, Melissa Gilbert, Robert Guillaume (18. 12. 1978)
  - Guest: Fred Willard, Barbara Eden, McLean Stevenson, Jay Leno, Paul Lynde, Joan Rivers, George Gobel, Susan Sullivan, Erik Estrada (15. 8. 1978)
  - Guest: Earl Holliman, Rose Marie, McLean Stevenson, Sandy Duncan, Paul Lynde, Dirk Benedict, George Gobel, Cathy Lee Crosby, Vincent Price (31. 7. 1978)
  - Guest: David Doyle, Sandy Duncan, McLean Stevenson, Jack Jones, Paul Lynde, Joan Rivers, George Gobel, Dr. Joyce Brothers, David Brenner (10. 7. 1978)
  - Guest: Robert Fuller, Sandy Duncan, McLean Stevenson, Kathy & Janet Lennon, Paul Lynde, Dianne & Peggy Lennon, Fred Willard, Diana Canova, Charlie Callas (26. 6. 1978)
  - Guest: Erik Estrada, Rose Marie, McLean Stevenson, Roger Miller, Paul Lynde, Connie Stevens, George Gobel, Cathy Lee Crosby, Gary Burghoff (15. 5. 1978)
  - Guest: McLean Stevenson, Rose Marie, Robert Fuller, Bill Macy, Paul Lynde, Connie Stevens, George Gobel, Rod Arrants & Christine Jones, Fred Willard (28. 11. 1977)
  - Guest: McLean Stevenson, Rose Marie, Jimmie Walker, Didi Conn, Paul Lynde, Michael Cole, George Gobel, Penny Peyser, Anthony Newley (31. 10. 1977)
  - McLean Stevenson, Suzanne Somers, Marty Allen, Anson Williams, Paul Lynde, Vikki Carr, Richard Crenna, Pearl Bailey, Robert Fuller (1. 8. 1977)
  - Tony Randall, Suzanne Somers, McLean Stevenson, Karen Valentine, Paul Lynde, Dick Van Patten, George Gobel, Imogene Coca, Earl Holliman (13. 6. 1977)
  - Hal Linden, Rose Marie, McLean Stevenson, Marty Allen, Paul Lynde, Mackenzie Phillips, George Gobel, Donna Fargo, LeVar Burton (30. 5. 1977)
  - Guest: McLean Stevenson, Rose Marie, Tony Randall, Frankie Laine, Paul Lynde, Linda Lavin, George Gobel, Karen Valentine, Jonathan Winters (16. 5. 1977)
  - Guest: Robert Fuller, Rose Marie, McLean Stevenson, Suzanne Somers, Paul Lynde, Rod McKuen, George Gobel, Jill Ireland, Vincent Price (9. 5. 1977)
  - Guest: Hal Linden, Karen Grassle, McLean Stevenson, Sandy Duncan, Paul Lynde, William Smith, George Gobel, Charo, Marty Allen (28. 3. 1977)
  - Guest: Fred Travalena, Rose Marie, McLean Stevenson, Rue McClanahan, Paul Lynde, Don Knotts, George Gobel, Pearl Bailey, Roddy McDowall (21. 2. 1977)
  - Guest: McLean Stevenson, Shelley Fabares, Harvey Korman, Margaret Truman Daniel, Paul Lynde, Tim Matheson & Kurt Russell, John Davidson, Pearl Bailey, Marty Allen (13. 12. 1976)
  - Guest: McLean Stevenson, Rose Marie, Robert Fuller, Connie Stevens, Paul Lynde, Lynn Anderson, George Gobel, Lisa Gerritsen, Wayland & Madame (8. 11. 1976)
  - Guest: Earl Holliman, Rose Marie, Charlie Callas, Vic Braden, Paul Lynde, Karen Valentine, McLean Stevenson, Bernadette Peters, Anson Williams (25. 10. 1976)
  - Guest: Captain Kangaroo (Bob Keeshan), Rose Marie, Bill & Susan Seaforth Hayes, Rod McKuen, Paul Lynde, Karen Valentine, McLean Stevenson, Lesley Ann Warren, Sonny Bono (28. 6. 1976)
  - Paul Williams, Donna Fargo, Mike Farrell, Sandy Duncan, John Davidson, Bernadette Peters, McLean Stevenson, Elke Sommer, Wayland & Madame (14. 6. 1976)
  - Mike Connors, Florence Henderson, McLean Stevenson, Captain Kangaroo (Bob Keeshan), Paul Lynde, Karen Valentine, George Gobel, Pearl Bailey, Arthur Godfrey (22. 3. 1976)
  - Guest: Demond Wilson. Marcia Wallace, McLean Stevenson, Anson Williams, Paul Lynde, Sandy Duncan, George Gobel, Carol Channing, Big Bird/Oscar (Carroll Spinney) (19. 1. 1976)
18. Battle of the Network Stars # 5 (11/18/1979)(TV) - Sám sebe (kapitán týmu CBS)
19. Match Game (1973 - 1982) Game show - Sám sebe
  - Guest: McLean Stevenson, Marcia Wallace, Gary Burghoff, Charles Nelson Reilly, Brett Somers & Loni Anderson (8. 9. 1978)
  - Guest: Betty White, McLean Stevenson, Charles Nelson Reilly, Richard Dawson, Brett Somers & Didi Carr (5. 7. 1978)
  - Guest: McLean Stevenson, Brett Somers, Charles Nelson Reilly, Richard Dawson, Joanie Sommers & Ann Elder (19. 7. 1974)
  - Guest: McLean Stevenson, Brett Somers, Richard Dawson, Betty White, Robert Vaughn & Nancy Dussault (19. 11. 1973)
  - Guest: Loretta Swit, Ann Elder, McLean Stevenson, Brett Somers, Richard Dawson & Stu Gilliam (24. 9. 1973)
20. The Comedy Shop (1978 – 1980) Variety show - Sám sebe
  - Guest: Bill Dana, Dave Barry, Marilyn Michaels, McLean Stevenson, Johnny Dark & Ellis Elenson (23. 2. 1979)
21. America 2Night (1978) Variety show - Sám sebe
  -  ? (# 1.36)(29. 5. 1978)
  - Jason Shine (# 1.8)(19. 4. 1978)
22. Donny and Marie (1975 – 1979) Variety show - Sám sebe
  - Guest: Connie Stevens & McLean Stevenson (# 3.22)(12. 5. 1978)
  - Guest: Sonny James & McLean Stevenson (# 2.21)(18. 3. 1977)
  - Guest: Minnie Purl, McLean Stevenson & Rick Hurst (# 1.11)(2. 4. 1976)
23. Celebrity Challenge of the Sexes (1978 – 19??) TV seriál - Sám sebe/Kouč mužů
24. Dinah! (1974 - 1981) Talk show - Sám sebe
  - Guest: Ronnie Schell, Redd Foxx, Frank Welker, Frankie Avalon, Steve Martin & McLean Stevenson (22. 11. 1977)
  - Guest: Chuck Barris, Shaun Cassidy, Beau Kayser, Arnold Schwarzenegger & McLean Stevenson (29. 8. 1977)
  - Guest: Larry Gatlin, Dody Goodman, Lonnie Schorr & McLean Stevenson (19. 7. 1977)
  - Guest: Rich Little, McLean Stevenson, Betty White & The Staples (28. 9. 1976)
  - Guest: McLean Stevenson, The Staple Singers, Mike Neun & Lola Falana (15. 9. 1976)
  - Guest: McLean Stevenson, Larry Gatlin, Vikki Carr & Bella Abzug (10. 11. 1975)
  - Guest: McLean Stevenson, Shirley and Company, Rodney Allen Rippy & Michel Legrand (4. 4. 1975)
25. The MacDavis Show (1974 – 1976) Variety show - Sám sebe
  - Guest: John Sebastian & McLean Stevenson (17. 6. 1976)
  - Guest: Gladys Knight and the Pips, Charlie Rich & McLean Stevenson (22. 5. 1975)
  - Guest: Gladys Knight and the Pips, Charlie Rich & McLean Stevenson (26. 12. 1974)
26. Sonny and Cher Show (1976 – 1977) Variety show - Sám sebe
  - Epizode 6 (# 1.6)(7. 3. 1976)
27. The Rich Little Show (1976) Variety show - Sám sebe
  - Guest: Karen Valentine & McLean Stevenson (9. 2. 1976)
28. The Midnight Special (1973 – 1981) Hudební show - Sám sebe
  - Host: Glen Campbell/Mac Davis (# 4.5)(24. 10. 1975)
29. The Mike Douglas Show (1961 - 1981) Talk Show - Sám sebe
  - Guest: Roger Miller, McLean Stevenson & Blood, Sweat and Tears (23. 7. 1975)
30. Cher (1975 – 1976) Variety show - Sám sebe
  - Epizode 12 (# 1.12)(4. 5. 1975)
31. McLean Stevenson Special (1975)(TV) - Hostitel
32. The Dean Martin Show: Celebrity Roast of Evel Knievel (10/11/1975)(TV) - Sám sebe
33. Match Game PM (1975 - 1981) Game show - Sám sebe
34. The $ 10.000 Pyramid (1973 - 1976) Game show - Sám sebe
  - Guest: Adrienne Barbeau & McLean Stevenson (7. 7. 1975)
  - Guest: Loretta Swit & McLean Stevenson (26. 11. 1973)
  - Guest: 4-Star Charity Week (19. 11. 1973)
35. The Flip Wilson Special (07/05/1975)(TV) - Sám sebe
36. The Sonny Comedy Revue (1974) Variety show - Sám sebe
  - Guest: McLean Stevenson, Joey Heatherton & The Spinners (?5. 10. 1974?)
37. The Hudson Brothers Show (1974) Variety show - Sám sebe
  - Guest: Ken Berry, McLean Stevenson (14. 8. 1974)
  - Guest: McLean Stevenson (# 1.1)(31. 7. 1974)
38. The Flip Wilson Show (1970 – 1974) Variety show - Sám sebe
  - Guest: Redd Foxx, Don Adams & McLean Stevenson (28. 2. 1974)
39. Dinah Shore: In Search of the Ideal Man (1973)(TV) - Sám sebe
40. The Wacky World of Jonathan Winters (1972 – 1974) Talk show - Sám sebe
  - Guest: Zsa Zsa Gabor, Tony Orlando & Dawn, John Stewart & McLean Stevenson (1973)
41. Tonight Show Starring Johnny Carson (1962 – 1992) Talk show - Hostitel/Host (1973 - 1985)
42. What's My Line (1968 - 1975) Game show - Záhadný host
  - Panel: Anita Gillette, Bert Convy, Arlene Francis, Soupy Sales; Mystery Guest: Joe Garagiola, Meredith MacRae, McLean Stevenson, Patsy Kelly, Dick Clark (19. 7. 1973)
43. The Dating Game (1965 - 1973) Variety show - Sám sebe
  - Guest: Lindsay Wagner & McLean Stevenson (1968)

### Scenárista
1. The Love Boat (1977 – 1986) TV seriál
  - The Misunderstanding/Love Below Decks/The End Is Near (segment „The Misunderstanding“)(# 7.11)(10. 12. 1983)
2. McLean Stevenson Special (1975)
3. M*A*S*H (1972 – 1983) TV seriál
  - The Trial of Henry Blake (# 2.8)(3. 11. 1973)(story)
  - The Army-Navy Game (# 1.20)(25. 2. 1973)(co-writer)(story)
4. The Glen Campbell Goodtime Hour (1969 – 1971) TV seriál
5. The Summer Smothers Brothers Show (1968) TV seriál
6. That Was The Week That Was (1964 – 1965) TV seriál

## Ocenění

### Emmy
- 1973: Outstanding Performance by an Actor in a Supporting for M*A*S*H [nominace]
- 1974: Best Supporting Actor in Comedy for M*A*S*H [nominace]
- 1974: Best Writing in Comedy for M*A*S*H – The Trial of Henry Blake [nominace]
- 1975: Outstanding continuing Performance by a Supporting Actor for M*A*S*H [nominace]

### Golden Globe
- 1974: Best Supporting Actor in a Series, Mini-series or Motion Picture made for Television for M*A*S*H [vítěz]